# Alexei Alexandrowitsch Romanow

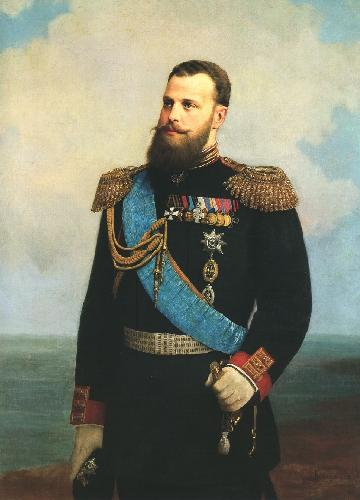
Alexei Alexandrowitsch Romanow

Großfürst Alexei Alexandrowitsch (russisch Алексе́й Александрович; * 2. Januarjul. / 14. Januar 1850greg. in Sankt Petersburg; † 1. Novemberjul. / 14. November 1908greg. in Paris) war ein Mitglied des Hauses Romanow-Holstein-Gottorp und Generaladmiral der Kaiserlich Russischen Marine.

## Leben

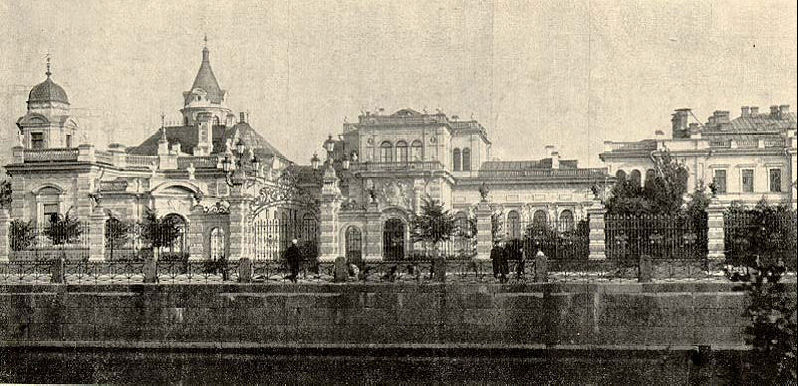
Palast des Großfürsten Alexei Alexandrowitsch

Alexei war der vierte Sohn des russischen Zaren Alexander II. (1818–1881) und seiner Frau Prinzessin Marie von Hessen-Darmstadt (Maria Alexandrowna, 1824–1880), einer Tochter des Großherzogs Ludwig II. von Hessen-Darmstadt. Er war ein jüngerer Bruder des Zaren Alexander III. (1845–1894) und ein Onkel des 1918 ermordeten Zaren Nikolaus II. (1868–1918).
Für ihn wurde der Alexei-Alexandrowitsch-Palast am Moika-Ufer in Sankt Petersburg durch den Architekten Maximilian Messmacher (1842–1906) erbaut.

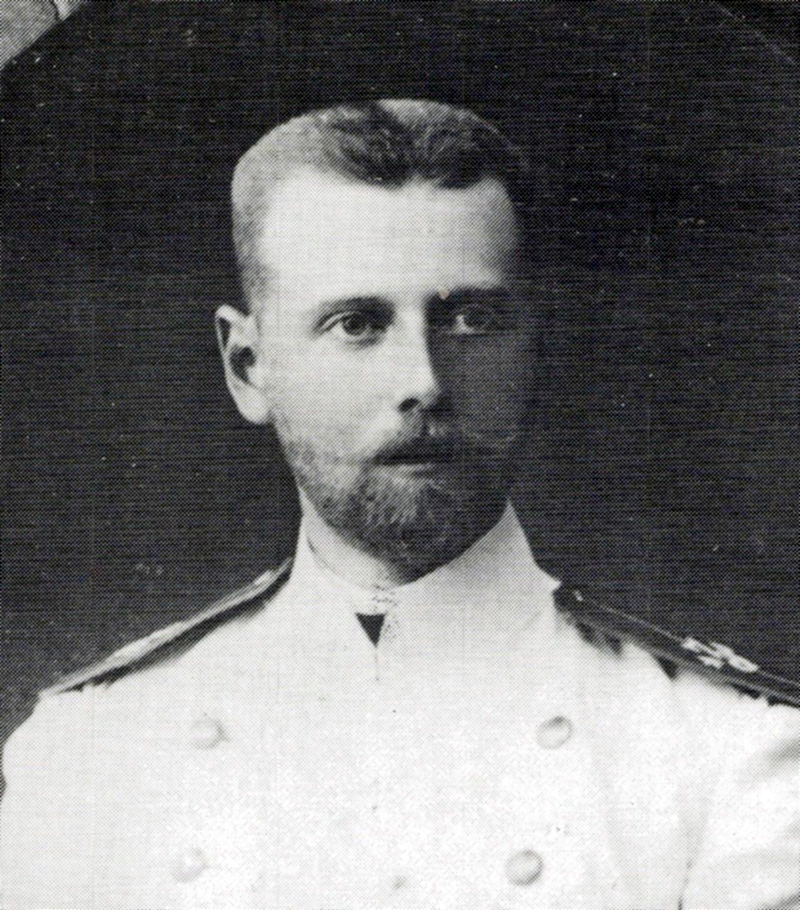
Graf Alexei Alexeiwitsch Belewsky, der uneheliche Sohn des Großfürsten

In den Jahren 1869/1870 hatte Großfürst Alexei eine Liebesbeziehung zur Hofdame Alexandra Wassiljewna Schukowskaja (1842–1899), die acht Jahre älter als er war. Aus dieser Beziehung ging ein Sohn, Alexei (* 26. November 1871 in Salzburg) hervor. Der Vater des Großfürsten, Zar Alexander II., missbilligte die Beziehung seines Sohnes. Alexandra Schukowskaja heiratete als „Baroness Seggiano“ (einem in San Marino vielleicht durch den Großfürsten gekauften Titel) am 14. Dezember 1875 den sächsischen Oberst Baron Christian-Henrich von Wöhrmann in München und starb 1899 in Wendischbora/Sachsen.
Erst der Bruder des Großfürsten, Zar Alexander III., verlieh 1884 dem unehelichen Sohn seines Bruders den Titel eines Grafen Belewsky, nach dem Geburtsort seines Großvaters. 1913 erhielt er die Erlaubnis den Familiennamen seiner Mutter (Schukowski) hinzuzufügen. Graf Alexei Alexejewitsch Belewsky heiratete 1894 in Iljinskoje die Prinzessin Marija Petrowna Trubezkaja (1872–1954). Iljinskoje war ein Besitz des Großfürsten Sergei Alexandrowitsch, des Gouverneurs von Moskau, dem er ab 1904 als Adjutant diente. Dies spricht für seine Anerkennung in der kaiserlichen Familie.
Großfürst Alexei Alexandrowitsch war nie verheiratet. Ende der 1880er-Jahre begann er eine Beziehung mit der Herzogin von Leuchtenberg, der morganatischen Ehefrau seines Cousins Eugène von Leuchtenberg, Fürst Romanowski, (1847–1901). Dieser hatte 1870 „Sina“ Sinaida Skobelewa in zweiter Ehe geheiratet, die als Schönheit galt und eine Tochter des Generals Michail Dmitrijewitsch Skobelew war. Zar Alexander II. gab ihr den Titel einer Gräfin de Beauharnais und sein Sohn Alexander III. erhob sie zur Herzogin von Leuchtenberg. Der Großfürst betrieb die Affäre offen und im Haus des Ehemanns. Als Eugène von Leuchtenberg sein Erbe durchgebracht hatte, lebten er und seine Frau beim Großfürsten und als Sinaida 1899 starb, lebte Eugène weiterhin bei Alexei.
Der Großfürst galt als Frauenheld, seine Urlaube verbrachte er in Paris oder Biarritz und meist in Begleitung einer neuen Geliebten. Seine Kritiker warfen ihm seine Liebe zu „schnellen Frauen und langsamen Schiffen“ vor.

Dies bezog sich auf die Niederlage der russischen Flotte im Russisch-Japanischen Krieg für die der Großfürst mit verantwortlich gemacht wurde. Seit 1883 Generaladmiral der Kaiserlich Russischen Flotte, hatte er in dieser Funktion die Planungen und Beschaffungen der Marine zum Teil entscheidend beeinflusst. Auch hatte er erheblichen Einfluss auf den Zaren und dessen politische und strategische Entscheidungen.

## Ausbildung in der Marine
Der Großfürst Alexei Alexandrowitsch war seit seiner Kindheit für den Dienst in der Marine vorgesehen. Mit sieben wurde er zum Kadetten ernannt. Ab 1858 wurde der Marineoffizier Konstantin Nikolajewitsch Posjet (1819–1899) Leiter seiner Ausbildung. Der Winter war der wissenschaftlichen und theoretischen Ausbildung vorbehalten, während im Sommer die Ausbildung auf russischen Kriegsschiffen durchgeführt wurde. So machte Alexei Alexandrowitsch 1860 eine Fahrt auf der Yacht Schtandart von Peterhof an der Ostsee bis nach Livada am Schwarzen Meer bei Burgas, Bulgarien, mit. 1861 bis 1863 folgten Fahrten auf der Yacht Sabawa unter der Flagge seines Ausbilders Konteradmiral Posjet in den Finnischen und Bottnischen Meerbusen der Ostsee, 1864 eine weitere Fahrt in der Ostsee auf der Fregatte Swetlana und 1866 eine Fahrt auf der Fregatte Osljabja bis zu den Azoren. Am 18. September 1866 wurde der 16-jährige Großfürst zum Leutnant ernannt. Er diente jetzt als Offizier auf der Fregatte Alexander Newski auf einer Fahrt durch das Mittelmeer bis Piräus, von wo aus er die Heirat seiner Kusine Olga Konstantinowna mit dem griechischen König Georg I. besuchte.
Im Jahr 1868 führte die sommerliche Bildungsreise mit dem Zug von Sankt Petersburg durch Südrussland nach Nikolajewsk an der Wolga. Auf der Wolga ging es weiter bis nach Astrachan. Von dort fuhr er auf einem Kriegsschiff über das Kaspische Meer nach Baku, Petrowsk (heute Machatschkala) und in den Iran. Auf dem Landweg kreuzte er dann den Kaukasus nach Poti am Schwarzen Meer, wo ihn wieder die Alexander Newski erwartete. Auf ihr segelte er dann über Konstantinopel, Athen wieder bis zu den Azoren. Auf der Rückfahrt in die Ostsee erlitt die Fregatte Schiffbruch an der jütischen Küste während eines Nordseesturms. Das Schiff ging verloren, aber bis auf fünf Mann gelangte die Besatzung einschließlich des Großfürsten und seiner Ausbilder mit Hilfe dänischer Fischer an die Küste. Kommandant und Admiral Posjet hatten den Schiffsstandort falsch bestimmt.
Im Januar 1870 wurde der Großfürst nach russischem Recht volljährig und ab Juni folgte der letzte Ausbildungsabschnitt. Mit einem Kutter mit Dampfmaschine fuhr er von Sankt Petersburg durch das Kanalsystem von Mariinsk und die Nördliche Dwina bis nach Archangelsk. Dort begann ein Navigationstraining unter arktischen Bedingungen auf der Korvette Warjag, das zu den Solowezki-Inseln führte und durch das Weiße Meer und die Barentssee bis Nowaja Semlja. Die Rückreise ging über die Kolabucht, das heutige Murmansk und Häfen in Nordnorwegen und Island. Im September kehrte Alexei Alexandrowitsch nach Kronstadt zurück.

## Nordamerikabesuch

### Mit einem russischen Geschwader in die Vereinigten Staaten
Als Antwort auf den Besuch eines US-Geschwaders in Sankt Petersburg 1867 unter dem Kommando von Admiral David Farragut, beschloss die russische Regierung die Entsendung einer russischen Delegation unter dem Großfürsten Alexei Alexandrowitsch. Der russische Marineminister, Admiral Nikolai Karlowitsch Krabbe (1814–1876), verkündete dies am 29. Juni 1871.

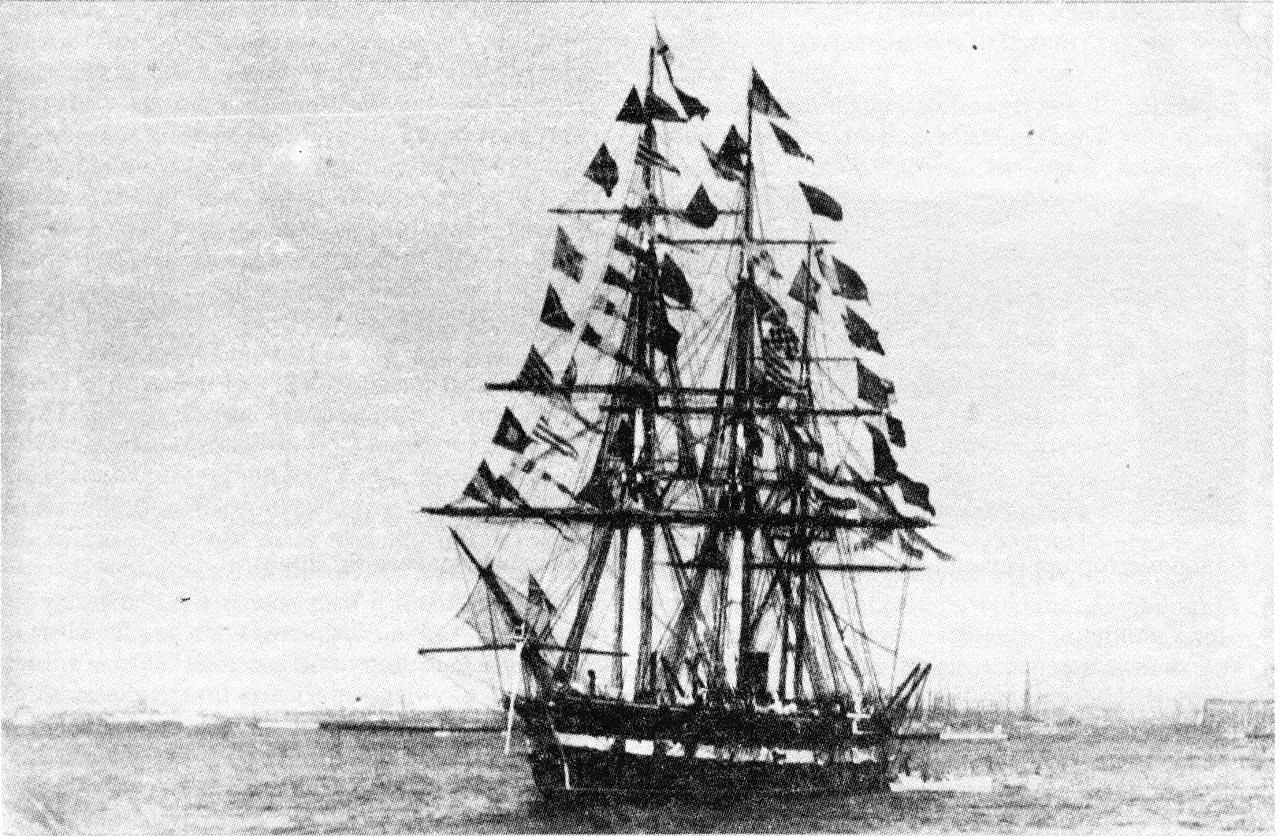
Die Fregatte Swetlana

Entsandt wurde ein Geschwader unter Admiral Posjet, dem Erzieher des Großfürsten, mit den Fregatten Bogalje, Swetlana – auf der der Großfürst als Leutnant und Wachoffizier diente – und General-Admiral, der Korvette Ignatijew und dem Kanonenboot Abrek. Obwohl alle Schiffe Dampfmaschinen hatten, segelte das Geschwader den größten Teil der Strecke, um keine Kohlen aufnehmen zu müssen. Dem Geschwader gehörten neben dem persönlichen Stab des Großfürsten 200 Offiziere und über 3.000 Matrosen an, die am 20. August 1871 Kronstadt verließen. Das Geschwader lief zuerst Kopenhagen an, wo Alexei Alexandrowitsch den dänischen König Christian IX. besuchte. Im Ärmelkanal begleitete ein Geschwader der Royal Navy die russischen Schiffe und geleitete sie nach Plymouth, wo sich der Großfürst mit Prinz Alfred, dem Herzog von Edinburgh, traf. Dieser hatte 1876 die einzige überlebende Schwester des Großfürsten, Marija Alexandrowna, geheiratet. Ein geplanter Besuch in Balmoral Castle fiel wegen einer schweren Krankheit des britischen Kronprinzen Edward aus. Am 26. September verließ das russische Geschwader Plymouth Richtung New York, stoppte allerdings noch einige Tage in Madeira. Bevor das Geschwader die USA erreichte, stieß die Fregatte Wsadnik des pazifischen Geschwaders zum Verband.
Das Russische Geschwader wurde von einem US-amerikanischen Geschwader unter Vizeadmiral Stephen Clegg Rowan (1808–1890), dem Hafenadmiral von New York auf der Fregatte Congress vor Staten Island empfangen, dem noch das Flaggschiff der North Atlantic Squadron der United States Navy, die Severn mit Admiral Samuel Phillips Lee, die Iroquois sowie die Kansas und etliche Schleppdampfer angehörten. Am 21. November 1871 ging das Geschwader in New York vor Anker.

### Besuche an der Ostküste
Schon am 22. November fuhr der Großfürst mit der Eisenbahn nach Washington, um den US-Präsidenten Ulysses S. Grant zu besuchen. Am Empfang am folgenden Tag nahmen die Familie des Präsidenten und fast das gesamte Kabinett, zum Teil mit Ehefrauen, teil. Dennoch gab es nur ein sehr kurzes Zusammentreffen, ohne ein Essen oder ähnliches. Der Präsident hatte bislang vergeblich den Abzug des russischen Botschafters Katakasi gefordert, der den Großfürsten zusammen mit dessen Ausbilder, Admiral Posjet, und einigen Mitgliedern dessen Stabes begleitete. Der Großfürst hatte den Wunsch geäußert, an einer Sitzung des Kongresses teilzunehmen, was auch wegen der Verstimmung über den Verbleib des Botschafters Katakasi scheiterte. Entgegen den Erwartungen kam es auch zu keinem Abschluss eines Bündnisses oder anderen Verträgen.
So verließ Alexei Alexandrowitsch schon am folgenden Tag die Hauptstadt und besuchte auf dem Rückweg nach New York die United States Naval Academy in Annapolis. In und um New York besichtigte er dann militärische, soziale und Gemeindeeinrichtungen, wobei die New York Times über seine Besuche fortlaufend berichtete. Am 3. Dezember 1871 reiste der Großfürst weiter nach Philadelphia, dann war er vom 7. bis 14. Dezember in Boston. Sein Interesse galt militärischen Kontakten, Industrieanlagen und Bildungseinrichtungen.

### Ausflug nach Kanada
Der Großfürst reiste dann mit dem Zug weiter nach Kanada, wo er zuerst Montreal besuchte. Nach weiteren Besuchen, unter anderem von Ottawa und Toronto, besichtigte er von Clifton Hill aus kurz vor Weihnachten mit dem Schlitten und zu Fuß die Niagarafälle, wo er auch wieder in die USA zurückkehrte. Weihnachten verbrachte er in Buffalo und über Cleveland und Detroit erreichte er zum Jahreswechsel Chicago, wo er die durch das Feuer zerstörten Stadtteile besuchte und einen größeren Betrag für den Wiederaufbau spendete.
Im neuen Jahr reiste er dann über Milwaukee weiter nach St. Louis, wo er eine Woche verblieb. Am 12. Januar 1872 erreichte er dann Omaha, dem Ausgangspunkt für einen Jagdausflug.

### Jagdausflug im Wilden Westen
Dieser Ausflug war von US-amerikanischer Seite umfangreich vorbereitet worden. Unter dem Kommando von General Joel Palmer waren zwei Kompanien Infanterie in Wagen, zwei Kompanien Kavallerie, eine Militärkapelle und eine Vielzahl von sonstigen Hilfskräften bereitgestellt worden.
Der Großfürst traf am 13. Januar 1872 in Fort McPherson in der Gesellschaft der Generäle Philip Sheridan, Edward Ord und des ausgewählten Organisators der Jagd, George Armstrong Custer, mit einem Sonderzug der Pennsylvania Railroad Company ein. Sie wurden von einer begeisterten Menschenmenge unter Führung von William Frederick Cody (bekannt als Buffalo Bill) begrüßt. Nach Ansprachen ging es weiter in das Jagdgebiet. Der Großfürst und General Sheridan fuhren vierspännig im offenen Wagen begleitet von Cody und acht weiteren Wagen und über fünfzehn Reservepferden. Ersatzpferde waren am Medicine Creek stationiert, wo auf halber Strecke zum Jagdlager ein Mittagsimbiss serviert wurde. Im Jagdlager „Camp Alexis“ am Red Willow Creek begrüßte die Kapelle des 2. US-Kavallerieregiments den Gast bei der Ankunft. Die Anreise über etwa 50 Meilen hatte acht Stunden gedauert. Das Lager bestand aus einer Vielzahl von Armeezelten, die beheizt waren. Ein großes Lazarettzelt diente als Speisesaal. Einige Zelte hatten einen Fußboden und das Zelt des Großfürsten war mit orientalischen Teppichen ausgestattet.
Cody hatte die eigentliche Jagd mit dem Häuptling Spotted Tail der Brulé Lakotas abgesprochen, der sich bereit erklärt hatte, „einen großen Häuptling von jenseits des großen Wassers zu empfangen, der ihn besuchen wolle“. Etwa 600 Krieger verschiedener Sioux-Stämme waren unter fünf weiteren Häuptlingen zur Begrüßung versammelt. Sie hatten für diesen Aufmarsch von der US-Armee 10.000 Rationen Mehl, Zucker und Kaffee sowie 1.000 Pfund Tabak (insgesamt 25 Wagenladungen) erhalten.
Die Indianer gaben Vorführungen ihrer Reitkünste, im Lanzenwerfen und im Gebrauch ihrer Bögen und führten Scheingefechte durch. Die Vorstellung endete mit einem Kriegstanz. Ärger gab es wegen Custer, der alkoholisiert sich der Tochter Spotted Tails genähert hatte. Der Großfürst konnte die Aufregung durch seine Geschenke beruhigen. Eine formale Verhandlung fand in Sheridans Zelt statt. Spotted Tail setzte dabei seine Forderung auf freie Jagd südlich des Platte River und die Erlaubnis durch, mit verschiedenen Handelsposten Geschäfte machen zu dürfen, bevor der Streit durch das Rauchen der Friedenspfeife beigelegt wurde.

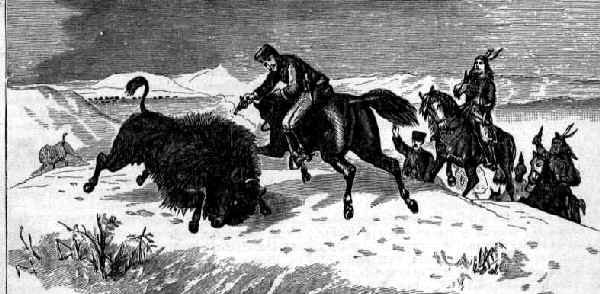
Der Großfürst tötet einen Büffel mit einem Pistolenschuss

Die große Jagd fand dann am 14. Januar 1872, dem 22. Geburtstag des Großfürsten, statt. Alexei erhielt Codys auf die Bisonjagd trainiertes Pferd und dessen Waffe, mit der er angeblich schon 4.200 Bisons erlegt hatte. Über zwanzig Tiere wurden am ersten Tag der Jagd erschossen.
Am folgenden Tag fand auf Wunsch von Spotted Tail eine traditionelle Indianerjagd auf die Bisons statt, wobei der Häuptling Two Lance des Stammes der Nakota-Sioux den Großfürsten betreute. Alexei gelang es, zwei Tiere zu töten, dabei einen aus erheblicher Distanz durch einen Pistolenschuss.
Bevor sich der Großfürst von der Jagdgesellschaft trennte, organisierte General Sheridan für ihn noch eine Fahrt über die Prärie im Stil der früheren Postkutschen, die Cody durchführte. Als sie sich in Fort McPherson trennten, erhielt Cody einen Pelzmantel und wertvolle Manschettenknöpfe als Abschiedsgeschenk.
Mit der Eisenbahn fuhr Alexei Alexandrowitsch weiter nach Denver und Colorado Springs, wo er erneut an einer Büffeljagd teilnahm. Diese Jagd mit ungeübten Armeepferden führte zu etlichen Verletzten; der Großfürst blieb unversehrt und erschoss 25 Bisons. Auf der Weiterfahrt mit der Bahn durch Kansas nach Topeka wurden weitere Bisons aus dem Zug erlegt.
General Custer wurde während dieses Ausflugs ein Freund des Großfürsten und begleitete ihn bis zum Ende der Reise durch die Vereinigten Staaten. Sie führten auch bis zum Tode Custers einen Briefwechsel.
 In den Vereinigten Staaten ist diese Jagdreise als „The Great Royal Buffalo Hunt“ bekannt. Seit 2000 wird in Nebraska jedes Jahr das „Grand Duke Alexis Rendezvous“ zur Erinnerung an die Büffeljagd durchgeführt. Der Großfürst hatte von Häuptling Spotted Tail einige Geschenke erhalten, die er nach Russland mitnahm und die heute in einem Museum in Twer ausgestellt sind. Zur Erinnerung an seine Abenteuer in Amerika veranstaltete er jedes Jahr ein Fest mit einem Zeltlager, alten Kutschen für die Gäste, Kanus auf dem Palastsee und verkleideten Gästen, die den alten Westen Amerikas darstellen sollten.

### Besuch der Südstaaten
Der Großfürst kehrte nach St. Louis zurück und besuchte dann Cincinnati. Am 28. Januar setzte er seine Reise in den Süden der Vereinigten Staaten fort. Mit der Eisenbahn fuhr er nach Louisville (Kentucky), wo er die Mammoth Cave besichtigte. Von dort ging es weiter mit dem Flussdampfer Great Republic nach Memphis (Tennessee) und von dort mit der James Howard über Vicksburg (Mississippi) nach New Orleans, wo er am 12. Februar 1872 eintraf. In New Orleans nahm der Großfürst Alexei Alexandrowitsch noch an den Mardi-Gras-Feiern teil und war Gast der ersten Rex Parade.
Am 22. Februar 1872 verließ das Russische Geschwader Pensacola (Florida). Es soll zuvor erhebliche Mengen gefrorenes Bisonfleisch an Bord genommen haben. Der Großfürst diente jetzt wieder als Wachoffizier auf der Svetlana.

## Weiterreise nach Japan

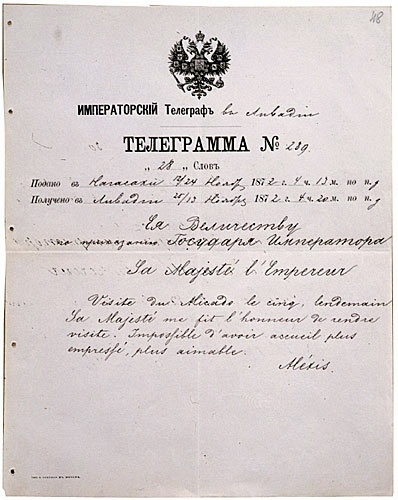
Telegramm des Großfürsten an den Zaren hinsichtlich des Besuches in Japan

### Die Reise in den Fernen Osten
Auf dem Weg in den Fernen Osten stoppte das russische Geschwader zuerst in Havanna, Kuba, wo es am 29. Februar 1872 eintraf. Damals war Kuba noch eine Spanische Kolonie und in einem Kampf mit Aufständischen, die die Unabhängigkeit der Insel anstrebten. Im westlichen Teil der Insel kämpften die Rebellen unter Carlos Manuel de Céspedes, dennoch empfing der Gouverneur Blas Villate, Graf Valmaceda, den Großfürsten. An jedem Tag seines Aufenthalts in Havanna fanden Bälle statt. Dazu besuchte Alexei Alexandrowitsch zwei Opernaufführungen. Dazu kam eine Vielzahl von Besichtigungen und Ausflügen.
Die nächste Reiseunterbrechung fand in Rio de Janeiro statt, wo das Geschwader am 3. Juni 1872 eintraf. Der Großfürst gab für den Kaiser Pedro II. und seinen Hof an Bord der Swetlana einen Empfang. Am 9. Juni wurde die Reise fortgesetzt.
Auf der Reise in den Fernen Osten stoppte das Geschwader in Kapstadt, Batavia, Singapur, Hongkong, Kanton und Shanghai.

### Der Besuch in Japan
Am 15. Oktober 1872 ging das russische Geschwader in Nagasaki vor Anker. Neben den öffentlichen Veranstaltungen von japanischer Seite, besuchte Alexei mit seiner Begleitung das Dorf Inasa, Shizuoka, wo eine russische Kolonie lebte. Am 24. Oktober lief das Geschwader weiter nach Kōbe. Mit Rikschas fand ein Ausflug zu den Nunobiki Fällen nahe der Stadt statt. Am 1. November wurde die Reise nach Yokohama fortgesetzt. Dort wurde der Großfürst durch den japanischen Daijō Daijin (Großkanzler), Fürst Arisugawa Taruhito, begrüßt, der ihn zum Schloss Edo begleitete. Dort traf er auf Soejima Taneomi, den Chef des Gaimushō (Außenministerium), der den Besuch der russischen Delegation organisierte. Am 5. November wurde der Großfürst vom japanischen Kaiser (Mikado) Meiji empfangen. In den folgenden Tagen besichtigten beide eine Parade der japanischen Streitkräfte und Alexei wurde auch der Kaiserin Masako vorgestellt. Der Mikado besichtigte auch das russische Geschwader in Yokohama und entließ auf Wunsch des Großfürsten 34 japanische Christen aus der Haft.
Am 26. November 1872 setzte das russische Geschwader seine Reise nach Wladiwostok, der Basis des russischen Pazifikgeschwaders, fort, wo es am 5. Dezember nach fast 18-monatiger Reise eintraf. Großfürst Alexei Alexandrowitsch reiste durch Sibirien zurück nach St. Petersburg.
Die Ablenkung des jungen Großfürsten von seiner vom Vater ungewünschten Liebesbeziehung war weitgehend gelungen.

## Spitzenstellungen in der Marine
1873 wurde Großfürst Alexei Chef der Kaiserlichen Marinegarde und Mitglied der Sektionen Schiffbau und Schiffsartillerie des Technischen Komitees der Kaiserlichen Marine. 1875/76 befehligte er dann die Schraubenfregatte Swetlana im Atlantik, auf der er als Leutnant schon 1871/72 gedient hatte. Einer seiner Offiziere war sein illegitimer Halbbruder Jewgeni Iwanowitsch Alexejew, mit dem er seit dieser Zeit eng verbunden blieb.
Während des Russisch-Türkischen Krieges wurde der gerade zum Konteradmiral Beförderte 1877 Befehlshaber der Schiffe auf der Donau. Ausgezeichnet wurde er für den Aufbau und die Sicherung der Flussübergänge von Zimnicea, Pietroșani (Teleorman) und Nikopol mit Pontonbrücken.
1880 wurde er Kaiserlicher Generaladjutant. Nach der Thronbesteigung seines Bruders Alexander III. wurde Großfürst Alexei als gerade beförderter Vizeadmiral Chef der Kaiserlichen Marine an Stelle des Großfürsten Konstantin Nikolajewitsch. 1883 erfolgte die Beförderung des 33-jährigen Großfürsten zum Generaladmiral und höchsten Offizier der Kaiserlich-Russischen Flotte.
In dieser Position war sein Einfluss auf die tagtäglichen Ereignisse sehr begrenzt, aber Alexei war in alle grundsätzlichen Planungsfragen eingebunden. Darüber hinaus gab ihm sein Einfluss auf die Zaren (erst sein Bruder Alexander III., dann sein Neffe Nikolaus II.) eine sehr wichtige Stimme bei allen strategischen Entscheidungen.
Neben seiner Stellung als Chef der Kaiserlich-Russischen Flotte fungierte der Großfürst noch als Kommandeur des Marine-Kadettenkorps, des Moskauer Garderegiments, des 37. Jekaterinburger (seit 1857!), seit 1868 des 77. Tenginsker- und des 17. Ostsibirischen Infanterieregiments.

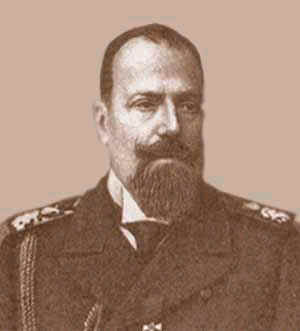
Der Großfürst im Alter

Als Befehlshaber der Marine setzte sich der Großfürst für eine Modernisierung der Flotte unter Berücksichtigung des technischen Fortschritts ein. Unter seiner Führung verfünffachten sich die Ausgaben für die Marine. Es wurde eine Vielzahl neuer Linienschiffe und Kreuzer beschafft und alte Schiffe mit zum Teil erheblichem Aufwand modernisiert. Neue, in Russland für die Baltische Flotte gebaute Linienschiffe waren die Nawarin, die von der Galerni Werft in St. Petersburg konstruierte Petropawlowsk-Klasse, die Schiffe der Pereswet-Klasse und die aus der Zessarewitsch nach einem Entwurf der Werft La Seyne-sur-Mer entwickelte Borodino-Klasse, von der bei Tsushima drei Schiffe sanken.

Das von ihm beeinflusste Flottenbauprogramm von 1898 führte auch zur Beschaffung von Schiffen im Ausland, von denen man sich einen positiven Einfluss auf den Schiffbau in Russland erhoffte und für die man auch Nachbaurechte erwarb. In Frankreich wurden das Linienschiff Zessarewitsch, der Panzerkreuzer Bajan und Zerstörer bestellt, die alle nachgebaut wurden. Aus den USA kamen das Linienschiff Retwisan und der Geschützte Kreuzer Warjag – die Einzelschiffe blieben – und aus Deutschland die Kreuzer Askold, Bogatyr und Nowik, von denen die beiden letzteren in Russland nachgebaut wurden, sowie weitere Zerstörer. Darüber hinaus wurde noch der Kreuzer Bojarin in Dänemark geordert.
Dieses Bauprogramm, das bei Ausbruch des Russisch-Japanischen Krieges nicht abgeschlossen war, ließ die Russische Flotte nicht sehr homogen wirken. Auch genügten nicht alle Neubauten den Anforderungen.
Der Vorwurf, die von ihm in Auftrag gegebenen Schiffe seien veraltet gewesen, trifft allenfalls für die Nachbauten wegen der sehr langen Bauzeiten in Russland zu.

Der Großfürst setzte sich auch für den Ausbau der Stützpunkte der Marine ein, insbesondere für Sewastopol, „Alexander III“ (das weitgehend eisfreie Libau) und Port Arthur, erhöhte die Zahl der Marinewerften und ließ die Trockendocks in Kronstadt, Wladiwostok und Sewastopol erweitern. Auch sorgte er für eine Reorganisation der Ausbildung der Marine und ließ Regeln für die geforderten Qualifikationen der verschiedenen Laufbahnen festschreiben.
Wegen der zunehmenden Spannungen ließ er mehr Schiffe in den Fernen Osten verlegen. Alle zuvor genannten im Ausland bestellten Schiffe befanden sich bei Ausbruch des Krieges dort. Mit dem dortigen Oberbefehlshaber, seinem Halbbruder Jewgeni Alexejew, einem Befürworter eines Krieges mit Japan, blieb er eng verbunden. Zwar konnte das Pazifische Geschwader den Angriffen der Japaner standhalten und sich auch in der Seeschlacht im Gelben Meer (1904) behaupten, aber es zeigte sich, dass kein Konzept für die Kriegsführung vorlag. Das Geschwader wurde schließlich zum überwiegenden Teil in Port Arthur von japanischer Landartillerie vernichtet. Der Ausmarsch der Baltischen Flotte erfolgte zu spät und endete in der totalen Niederlage in der Seeschlacht von Tsushima. Der Großfürst trat darauf am 2. Juni 1905 von seinen Ämtern zurück.

## Lebensende
Die Ermordung seines Bruders, des Großfürsten Sergei Alexandrowitsch, im Februar 1905 und die unter anderem von Nikolai Klado erhobenen Vorwürfe gegen seine Führung der Marine veranlassten Alexei Alexandrowitsch nach Paris überzusiedeln, wo er sich 1897 bereits ein Haus gekauft hatte. Sein Haus in der Avenue Gabriel wurde ein Treffpunkt für Schriftsteller, Maler, Schauspieler und besonders Schauspielerinnen. Seit Jahren galt sein Interesse mehr den schönen Künsten und der Mode als dem Militärdienst, er war in Russland ein großer Förderer des Balletts und er war bekannt als Genießer des Pariser Lebens. Er wurde jetzt ein ständiger Gast in Pariser Restaurants und bei Theaterpremieren. Sein letzter öffentlicher Auftritt war bei der Kostümprobe einer neuen Musikshow. Am 14. November 1908 starb der Großfürst in Paris nach einer Lungenentzündung.

## Nachleben
Teile seines Lebens wurden 1973 im Lucky-Luke-Comic Le Grand Duc („Der Großfürst“) und 1994 in dem Film „Maverick“ mit Mel Gibson verarbeitet.
Auch wird er in dem Roman The Coronation of the Last Romanov (Коронация, или Последний из Романовых, ‚Die Entführung des Großfürsten‘) von Boris Akunin als Georgi Aleksandrovich beschrieben.

## Abstammung
| Paul I. (Zar von Russland)      | Paul I. (Zar von Russland)      | Paul I. (Zar von Russland)      | Paul I. (Zar von Russland)      | Paul I. (Zar von Russland)       | Paul I. (Zar von Russland)       |                                  |                                  | Sophie Dorothee (Zarin von Russland) | Sophie Dorothee (Zarin von Russland) | Sophie Dorothee (Zarin von Russland) | Sophie Dorothee (Zarin von Russland) | Sophie Dorothee (Zarin von Russland) | Sophie Dorothee (Zarin von Russland) |                                   |                                   | Friedrich Wilhelm III. (König von Preußen) | Friedrich Wilhelm III. (König von Preußen) | Friedrich Wilhelm III. (König von Preußen) | Friedrich Wilhelm III. (König von Preußen) | Friedrich Wilhelm III. (König von Preußen) | Friedrich Wilhelm III. (König von Preußen) |                                   |                                   | Luise (Königin von Preußen)               | Luise (Königin von Preußen)               | Luise (Königin von Preußen)               | Luise (Königin von Preußen)               | Luise (Königin von Preußen)                                | Luise (Königin von Preußen)                                |                                                            |                                                            | Ludwig I. (Großherzog von Hessen)                          | Ludwig I. (Großherzog von Hessen)                          | Ludwig I. (Großherzog von Hessen)               | Ludwig I. (Großherzog von Hessen)               | Ludwig I. (Großherzog von Hessen)               | Ludwig I. (Großherzog von Hessen)               |                                                |                                                | Luise (Großherzogin von Hessen)                | Luise (Großherzogin von Hessen)                | Luise (Großherzogin von Hessen)     | Luise (Großherzogin von Hessen)     | Luise (Großherzogin von Hessen)     | Luise (Großherzogin von Hessen)     |                                 |                                 | Karl Ludwig (Erbprinz von Baden)               | Karl Ludwig (Erbprinz von Baden)               | Karl Ludwig (Erbprinz von Baden)               | Karl Ludwig (Erbprinz von Baden)               | Karl Ludwig (Erbprinz von Baden)               | Karl Ludwig (Erbprinz von Baden)               |                                |                                | Amalie (Erbprinzessin von Baden) | Amalie (Erbprinzessin von Baden) | Amalie (Erbprinzessin von Baden) | Amalie (Erbprinzessin von Baden) | Amalie (Erbprinzessin von Baden) | Amalie (Erbprinzessin von Baden) |
| Paul I. (Zar von Russland)      | Paul I. (Zar von Russland)      | Paul I. (Zar von Russland)      | Paul I. (Zar von Russland)      | Paul I. (Zar von Russland)       | Paul I. (Zar von Russland)       |                                  |                                  | Sophie Dorothee (Zarin von Russland) | Sophie Dorothee (Zarin von Russland) | Sophie Dorothee (Zarin von Russland) | Sophie Dorothee (Zarin von Russland) | Sophie Dorothee (Zarin von Russland) | Sophie Dorothee (Zarin von Russland) |                                   |                                   | Friedrich Wilhelm III. (König von Preußen) | Friedrich Wilhelm III. (König von Preußen) | Friedrich Wilhelm III. (König von Preußen) | Friedrich Wilhelm III. (König von Preußen) | Friedrich Wilhelm III. (König von Preußen) | Friedrich Wilhelm III. (König von Preußen) |                                   |                                   | Luise (Königin von Preußen)               | Luise (Königin von Preußen)               | Luise (Königin von Preußen)               | Luise (Königin von Preußen)               | Luise (Königin von Preußen)                                | Luise (Königin von Preußen)                                |                                                            |                                                            | Ludwig I. (Großherzog von Hessen)                          | Ludwig I. (Großherzog von Hessen)                          | Ludwig I. (Großherzog von Hessen)               | Ludwig I. (Großherzog von Hessen)               | Ludwig I. (Großherzog von Hessen)               | Ludwig I. (Großherzog von Hessen)               |                                                |                                                | Luise (Großherzogin von Hessen)                | Luise (Großherzogin von Hessen)                | Luise (Großherzogin von Hessen)     | Luise (Großherzogin von Hessen)     | Luise (Großherzogin von Hessen)     | Luise (Großherzogin von Hessen)     |                                 |                                 | Karl Ludwig (Erbprinz von Baden)               | Karl Ludwig (Erbprinz von Baden)               | Karl Ludwig (Erbprinz von Baden)               | Karl Ludwig (Erbprinz von Baden)               | Karl Ludwig (Erbprinz von Baden)               | Karl Ludwig (Erbprinz von Baden)               |                                |                                | Amalie (Erbprinzessin von Baden) | Amalie (Erbprinzessin von Baden) | Amalie (Erbprinzessin von Baden) | Amalie (Erbprinzessin von Baden) | Amalie (Erbprinzessin von Baden) | Amalie (Erbprinzessin von Baden) |
|                                 |                                 |                                 |                                 |                                  |                                  |                                  |                                  |                                      |                                      |                                      |                                      |                                      |                                      |                                   |                                   |                                            |                                            |                                            |                                            |                                            |                                            |                                   |                                   |                                           |                                           |                                           |                                           |                                                            |                                                            |                                                            |                                                            |                                                            |                                                            |                                                 |                                                 |                                                 |                                                 |                                                |                                                |                                                |                                                |                                     |                                     |                                     |                                     |                                 |                                 |                                                |                                                |                                                |                                                |                                                |                                                |                                |                                |                                  |                                  |                                  |                                  |                                  |                                  |
|                                 |                                 |                                 |                                 |                                  |                                  |                                  |                                  |                                      |                                      |                                      |                                      |                                      |                                      |                                   |                                   |                                            |                                            |                                            |                                            |                                            |                                            |                                   |                                   |                                           |                                           |                                           |                                           |                                                            |                                                            |                                                            |                                                            |                                                            |                                                            |                                                 |                                                 |                                                 |                                                 |                                                |                                                |                                                |                                                |                                     |                                     |                                     |                                     |                                 |                                 |                                                |                                                |                                                |                                                |                                                |                                                |                                |                                |                                  |                                  |                                  |                                  |                                  |                                  |
| Alexander I. (Zar von Russland) | Alexander I. (Zar von Russland) | Alexander I. (Zar von Russland) | Alexander I. (Zar von Russland) | Alexander I. (Zar von Russland)  | Alexander I. (Zar von Russland)  |                                  |                                  | Nikolaus I. (Zar von Russland)       | Nikolaus I. (Zar von Russland)       | Nikolaus I. (Zar von Russland)       | Nikolaus I. (Zar von Russland)       | Nikolaus I. (Zar von Russland)       | Nikolaus I. (Zar von Russland)       |                                   |                                   | Charlotte von Preußen (Zarin von Russland) | Charlotte von Preußen (Zarin von Russland) | Charlotte von Preußen (Zarin von Russland) | Charlotte von Preußen (Zarin von Russland) | Charlotte von Preußen (Zarin von Russland) | Charlotte von Preußen (Zarin von Russland) |                                   |                                   | Friedrich Wilhelm IV. (König von Preußen) | Friedrich Wilhelm IV. (König von Preußen) | Friedrich Wilhelm IV. (König von Preußen) | Friedrich Wilhelm IV. (König von Preußen) | Friedrich Wilhelm IV. (König von Preußen)                  | Friedrich Wilhelm IV. (König von Preußen)                  |                                                            |                                                            |                                                            |                                                            |                                                 |                                                 |                                                 |                                                 |                                                |                                                | Ludwig II. (Großherzog von Hessen)             | Ludwig II. (Großherzog von Hessen)             | Ludwig II. (Großherzog von Hessen)  | Ludwig II. (Großherzog von Hessen)  | Ludwig II. (Großherzog von Hessen)  | Ludwig II. (Großherzog von Hessen)  |                                 |                                 | Wilhelmine von Baden (Großherzogin von Hessen) | Wilhelmine von Baden (Großherzogin von Hessen) | Wilhelmine von Baden (Großherzogin von Hessen) | Wilhelmine von Baden (Großherzogin von Hessen) | Wilhelmine von Baden (Großherzogin von Hessen) | Wilhelmine von Baden (Großherzogin von Hessen) |                                |                                |                                  |                                  |                                  |                                  |                                  |                                  |
| Alexander I. (Zar von Russland) | Alexander I. (Zar von Russland) | Alexander I. (Zar von Russland) | Alexander I. (Zar von Russland) | Alexander I. (Zar von Russland)  | Alexander I. (Zar von Russland)  |                                  |                                  | Nikolaus I. (Zar von Russland)       | Nikolaus I. (Zar von Russland)       | Nikolaus I. (Zar von Russland)       | Nikolaus I. (Zar von Russland)       | Nikolaus I. (Zar von Russland)       | Nikolaus I. (Zar von Russland)       |                                   |                                   | Charlotte von Preußen (Zarin von Russland) | Charlotte von Preußen (Zarin von Russland) | Charlotte von Preußen (Zarin von Russland) | Charlotte von Preußen (Zarin von Russland) | Charlotte von Preußen (Zarin von Russland) | Charlotte von Preußen (Zarin von Russland) |                                   |                                   | Friedrich Wilhelm IV. (König von Preußen) | Friedrich Wilhelm IV. (König von Preußen) | Friedrich Wilhelm IV. (König von Preußen) | Friedrich Wilhelm IV. (König von Preußen) | Friedrich Wilhelm IV. (König von Preußen)                  | Friedrich Wilhelm IV. (König von Preußen)                  |                                                            |                                                            |                                                            |                                                            |                                                 |                                                 |                                                 |                                                 |                                                |                                                | Ludwig II. (Großherzog von Hessen)             | Ludwig II. (Großherzog von Hessen)             | Ludwig II. (Großherzog von Hessen)  | Ludwig II. (Großherzog von Hessen)  | Ludwig II. (Großherzog von Hessen)  | Ludwig II. (Großherzog von Hessen)  |                                 |                                 | Wilhelmine von Baden (Großherzogin von Hessen) | Wilhelmine von Baden (Großherzogin von Hessen) | Wilhelmine von Baden (Großherzogin von Hessen) | Wilhelmine von Baden (Großherzogin von Hessen) | Wilhelmine von Baden (Großherzogin von Hessen) | Wilhelmine von Baden (Großherzogin von Hessen) |                                |                                |                                  |                                  |                                  |                                  |                                  |                                  |
|                                 |                                 |                                 |                                 |                                  |                                  |                                  |                                  |                                      |                                      |                                      |                                      |                                      |                                      |                                   |                                   |                                            |                                            |                                            |                                            |                                            |                                            |                                   |                                   |                                           |                                           |                                           |                                           |                                                            |                                                            |                                                            |                                                            |                                                            |                                                            |                                                 |                                                 |                                                 |                                                 |                                                |                                                |                                                |                                                |                                     |                                     |                                     |                                     |                                 |                                 |                                                |                                                |                                                |                                                |                                                |                                                |                                |                                |                                  |                                  |                                  |                                  |                                  |                                  |
|                                 |                                 |                                 |                                 |                                  |                                  |                                  |                                  |                                      |                                      |                                      |                                      |                                      |                                      |                                   |                                   |                                            |                                            |                                            |                                            |                                            |                                            |                                   |                                   |                                           |                                           |                                           |                                           |                                                            |                                                            |                                                            |                                                            |                                                            |                                                            |                                                 |                                                 |                                                 |                                                 |                                                |                                                |                                                |                                                |                                     |                                     |                                     |                                     |                                 |                                 |                                                |                                                |                                                |                                                |                                                |                                                |                                |                                |                                  |                                  |                                  |                                  |                                  |                                  |
|                                 |                                 |                                 |                                 |                                  |                                  |                                  |                                  |                                      |                                      |                                      |                                      |                                      |                                      |                                   |                                   | Olga (Königin von Württemberg)             | Olga (Königin von Württemberg)             | Olga (Königin von Württemberg)             | Olga (Königin von Württemberg)             | Olga (Königin von Württemberg)             | Olga (Königin von Württemberg)             |                                   |                                   | Alexander II. (Zar von Russland)          | Alexander II. (Zar von Russland)          | Alexander II. (Zar von Russland)          | Alexander II. (Zar von Russland)          | Alexander II. (Zar von Russland)                           | Alexander II. (Zar von Russland)                           |                                                            |                                                            | Marie von Hessen-Darmstadt (Zarin von Russland)            | Marie von Hessen-Darmstadt (Zarin von Russland)            | Marie von Hessen-Darmstadt (Zarin von Russland) | Marie von Hessen-Darmstadt (Zarin von Russland) | Marie von Hessen-Darmstadt (Zarin von Russland) | Marie von Hessen-Darmstadt (Zarin von Russland) |                                                |                                                | Ludwig III. (Großherzog von Hessen)            | Ludwig III. (Großherzog von Hessen)            | Ludwig III. (Großherzog von Hessen) | Ludwig III. (Großherzog von Hessen) | Ludwig III. (Großherzog von Hessen) | Ludwig III. (Großherzog von Hessen) |                                 |                                 |                                                |                                                |                                                |                                                |                                                |                                                |                                |                                |                                  |                                  |                                  |                                  |                                  |                                  |
|                                 |                                 |                                 |                                 |                                  |                                  |                                  |                                  |                                      |                                      |                                      |                                      |                                      |                                      |                                   |                                   | Olga (Königin von Württemberg)             | Olga (Königin von Württemberg)             | Olga (Königin von Württemberg)             | Olga (Königin von Württemberg)             | Olga (Königin von Württemberg)             | Olga (Königin von Württemberg)             |                                   |                                   | Alexander II. (Zar von Russland)          | Alexander II. (Zar von Russland)          | Alexander II. (Zar von Russland)          | Alexander II. (Zar von Russland)          | Alexander II. (Zar von Russland)                           | Alexander II. (Zar von Russland)                           |                                                            |                                                            | Marie von Hessen-Darmstadt (Zarin von Russland)            | Marie von Hessen-Darmstadt (Zarin von Russland)            | Marie von Hessen-Darmstadt (Zarin von Russland) | Marie von Hessen-Darmstadt (Zarin von Russland) | Marie von Hessen-Darmstadt (Zarin von Russland) | Marie von Hessen-Darmstadt (Zarin von Russland) |                                                |                                                | Ludwig III. (Großherzog von Hessen)            | Ludwig III. (Großherzog von Hessen)            | Ludwig III. (Großherzog von Hessen) | Ludwig III. (Großherzog von Hessen) | Ludwig III. (Großherzog von Hessen) | Ludwig III. (Großherzog von Hessen) |                                 |                                 |                                                |                                                |                                                |                                                |                                                |                                                |                                |                                |                                  |                                  |                                  |                                  |                                  |                                  |
|                                 |                                 |                                 |                                 |                                  |                                  |                                  |                                  |                                      |                                      |                                      |                                      |                                      |                                      |                                   |                                   |                                            |                                            |                                            |                                            |                                            |                                            |                                   |                                   |                                           |                                           |                                           |                                           |                                                            |                                                            |                                                            |                                                            |                                                            |                                                            |                                                 |                                                 |                                                 |                                                 |                                                |                                                |                                                |                                                |                                     |                                     |                                     |                                     |                                 |                                 |                                                |                                                |                                                |                                                |                                                |                                                |                                |                                |                                  |                                  |                                  |                                  |                                  |                                  |
|                                 |                                 |                                 |                                 |                                  |                                  |                                  |                                  |                                      |                                      |                                      |                                      |                                      |                                      |                                   |                                   |                                            |                                            |                                            |                                            |                                            |                                            |                                   |                                   |                                           |                                           |                                           |                                           |                                                            |                                                            |                                                            |                                                            |                                                            |                                                            |                                                 |                                                 |                                                 |                                                 |                                                |                                                |                                                |                                                |                                     |                                     |                                     |                                     |                                 |                                 |                                                |                                                |                                                |                                                |                                                |                                                |                                |                                |                                  |                                  |                                  |                                  |                                  |                                  |
|                                 |                                 |                                 |                                 | Nikolai (Russischer Thronfolger) | Nikolai (Russischer Thronfolger) | Nikolai (Russischer Thronfolger) | Nikolai (Russischer Thronfolger) | Nikolai (Russischer Thronfolger)     | Nikolai (Russischer Thronfolger)     |                                      |                                      | Alexander III. (Zar von Russland)    | Alexander III. (Zar von Russland)    | Alexander III. (Zar von Russland) | Alexander III. (Zar von Russland) | Alexander III. (Zar von Russland)          | Alexander III. (Zar von Russland)          |                                            |                                            | Wladimir (Großfürst von Russland)          | Wladimir (Großfürst von Russland)          | Wladimir (Großfürst von Russland) | Wladimir (Großfürst von Russland) | Wladimir (Großfürst von Russland)         | Wladimir (Großfürst von Russland)         |                                           |                                           | Alexei (Generaladmiral der Zaristischen Russischen Marine) | Alexei (Generaladmiral der Zaristischen Russischen Marine) | Alexei (Generaladmiral der Zaristischen Russischen Marine) | Alexei (Generaladmiral der Zaristischen Russischen Marine) | Alexei (Generaladmiral der Zaristischen Russischen Marine) | Alexei (Generaladmiral der Zaristischen Russischen Marine) |                                                 |                                                 | Marija (Herzogin von Sachsen-Coburg und Gotha)  | Marija (Herzogin von Sachsen-Coburg und Gotha)  | Marija (Herzogin von Sachsen-Coburg und Gotha) | Marija (Herzogin von Sachsen-Coburg und Gotha) | Marija (Herzogin von Sachsen-Coburg und Gotha) | Marija (Herzogin von Sachsen-Coburg und Gotha) |                                     |                                     | Sergei (Großfürst von Russland)     | Sergei (Großfürst von Russland)     | Sergei (Großfürst von Russland) | Sergei (Großfürst von Russland) | Sergei (Großfürst von Russland)                | Sergei (Großfürst von Russland)                |                                                |                                                | Pawel (Großfürst von Russland)                 | Pawel (Großfürst von Russland)                 | Pawel (Großfürst von Russland) | Pawel (Großfürst von Russland) | Pawel (Großfürst von Russland)   | Pawel (Großfürst von Russland)   |                                  |                                  |                                  |                                  |